# Episinus albostriatus
Episinus albostriatus là một loài nhện trong họ Theridiidae.
Loài này thuộc chi Episinus. Episinus albostriatus được Eugène Simon miêu tả năm 1895.